# Dharius
Alan Alejandro Maldonado Tamez (Monterrey, 1984. szeptember 24. –) művésznevén Dharius, MC Dharius, DHA, El Tirano, mexikói rapper, és része volt a Cartel de Santa csoportnak, amely 2002-ben vált híressé.

## Diszkográfia
Stúdióalbumok
- Directo Hasta Arriba
- Mala Fama, Buena Vidha

A Cartel de Santa tagjaként
- Cartel de Santa
- Vol. II
- Volumen Prohibido
- Vol. IV
- Síncopa
- Me Atizo Macizó tour en vivo desde el DF